# AH-1Z Viper
AH-1Z Viper (укр. «Ва́йпер») — ударний вертоліт з двома двигунами на базі вертольота AH-1W SuperCobra, які було розроблено для Корпусу морської піхоти США як частина програми оновлення H-1. AH-1Z має чотирилопатеву, композитну систему несучого гвинта, форсовану трансмісію і нову систему ціленаведення. AH-1Z є одним з останніх членів родини Bell Huey, також отримав назву «Zulu Cobra», яка походить від військового фонетичного алфавіту (Zulu для Z).
AH-1Z був розроблений у 1990-х та 2000-х роках у рамках програми модернізації H-1 для Корпусу морської піхоти США. Фактично, він є оновленою версією AH-1W, який спочатку планували лише модернізувати, проте згодом було замовлено виробництво нових вертольотів. AH-1Z має понад 84% спільних компонентів із багатоцільовим вертольотом Bell UH-1Y Venom, зокрема хвостову балку, двигуни, роторну систему, трансмісію, авіоніку, програмне забезпечення, елементи управління та дисплеї.
Вертоліт здійснив перший політ 8 грудня 2000 року, а початкове малосерійне виробництво розпочалося у жовтні 2003 року. 30 вересня 2010 року Корпус морської піхоти США оголосив про досягнення AH-1Z бойової готовності, а в жовтні 2020 року він повністю замінив AH-1W SuperCobra. AH-1Z є ключовим елементом авіаційної бойової компоненти, що підтримує всі етапи експедиційних операцій КМП США.
З моменту введення в експлуатацію цей вертоліт зазнав подальших модернізацій, зокрема отримав систему обміну даними Link 16 та був оснащений ракетою AGM-179A Joint Air-to-Ground Missile (JAGM). Також AH-1Z активно пропонувався на експорт і часто конкурував за замовлення з Boeing AH-64 Apache. Першим іноземним замовником стали Королівські ПС Бахрейну, також цей тип вертольотів замовили Повітряні сили Чехії.

## Розробка

### Історія
Поява AH-1Z відноситься до Bell 249 у 1979, який був в основному вертольотом AH-1S оснащеним чотирилопатевою системою несного гвинта від Bell 412. Розробку Bell Cobra II було продемонстровано на авіашоу Фарнборо у 1980. Вертоліт Cobra II було оснащено ПТКР Hellfire, новою системою наведення і покращеними двигунами. Пізніше з'явився вертоліт Cobra 2000 який мав двигуни General Electric T700 і гвинт з чотирма гвинтами. Цей проект привернув увагу Корпусу морської піхоти США, але фінансування було не достатнім. У 1993 Bell запропонував версію на базі AH-1W для нової британської програми ударного вертольота. Похідна конструкція, отримала назву CobraVenom, мала сучасну цифрову кабіну і міг нести на борту ПТКР TOW, Hellfire або Brimstone. Конструкція CobraVenom у 1995 була змінена шляхом заміни несного гвинта на чотирилопатевий. Проте у тому ж році конструкція програла вертольоту AH-64D.

### Програма оновлення H-1
У 1996 КМП США запустив програму оновлення H-1 підписавши контракт Bell Helicopter на оновлення 180 вертольотів AH-1W до AH-1Z і оновлення 100 вертольотів UH-1N до UH-1Y. Програма H-1 створювала цілком модернізовані ударний і вантажопасажирський вертольоти значно уніфіковані для зменшення вартості обслуговування. AH-1Z та UH-1Y мали загальні хвостові балки, двигуни, гвинти, трансмісію, архітектуру авіоніки, програмне забезпечення, органи управління і дисплеї. Загалом уніфікованими були до 84 % компонентів.
Bell взяв участь у спільній з урядом тестовій групі у фазі розробки інженерного виробництва програми H-1. Програма AH-1Z повільно прогресувала з 1996 по 2003 в основному як дослідницька і проектна. Існуюча дволопатева напівжорстка, балансуюча гвинтова система була замінена на чотирилопатеву, безшарнірну, систему несного гвинта. Чотирилопатева конфігурація покращила льотні характеристики в тому числі максимальну швидкість, швидкопідйомність, корисне навантаження і зменшення рівня вібрації гвинта.
AH-1Z вперше піднявся у повітря 8 грудня 2000. Bell надав три прототипи вертольота командуванню авіаційних систем (NAVAIR; англ. «Naval Air Systems Command») ВМС США на авіабазі Патаксент-Рівер у липні 2002, для фази польотних тестів. Малосерійне виробництво було розпочато у жовтні 2003, з поставками до 2018. Наприкінці 2006 NAVAIR підписало контракт з Meggitt Defense Systems для випуску безланкової 20 мм системи живлення для покращення живлення гармати у порівнянні зі звичайною системою живлення.
У лютому 2008 ВМС США скоригували контакт таким чином, що останні 40 вертольотів AH-1Z побудовані на нових планерах замість запланованих AH-1W. У вересні 2008 ВМС США замовили додаткові 46 планерів для КМП, збільшивши загальну кількість до 226. У 2010 КМП планували замовити 189 вертольотів AH-1Z, 58 з яких будуть мати нові планери, з закінченням поставок у 2019. 10 грудня 2010 Управління ВМС США затвердило повномасштабне виробництво вертольотів AH-1Z.
У листопаді 2022 року компанія Bell передала 189-й AH-1Z Корпусу морської піхоти США, завершивши програму виробництва вертольотів Viper. Разом із 160 UH-1Y, поставки яких були завершені у 2018 році, це означало фінальну поставку вертольотів серії H-1 для збройних сил США з моменту початку їхніх постачань у 1959 році.

## Конструкція

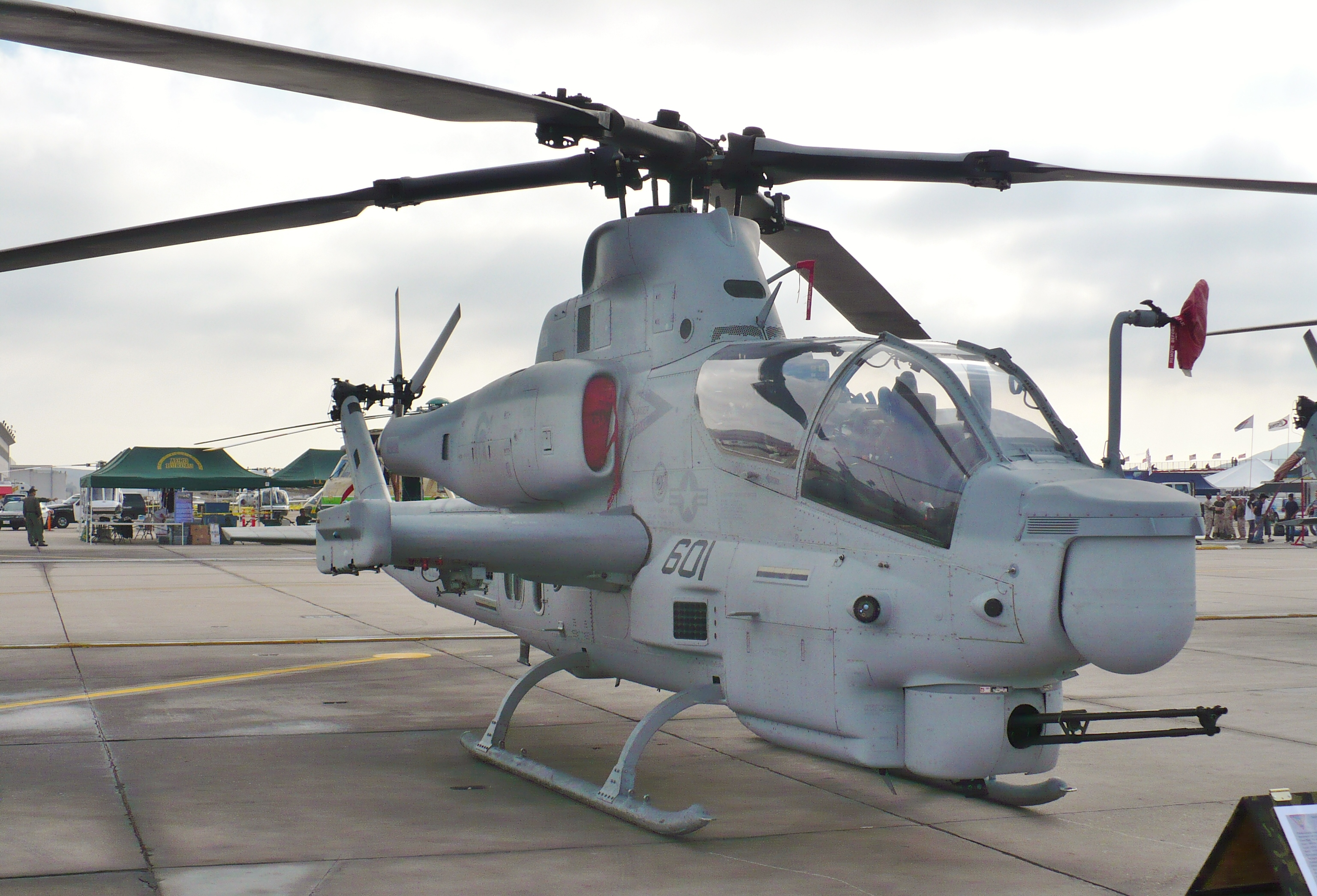
Вертоліт AH-1Z на авіашоу з чотирилопатевим гвинтом і довшими крилами.

Bell AH-1Z Viper — це ударний вертоліт, створений на основі попередньої моделі Bell AH-1 SuperCobra. У порівнянні зі своїм попередником, він отримав низку вдосконалень, зокрема новий чотирилопатевим несучий гвинт на основі нових технологій, оновлену військову авіоніку, модернізовані системи озброєння та електрооптичні сенсори, інтегровані в єдину бойову платформу. Завдяки цим змінам вертоліт має підвищену живучість, може виявляти цілі на більших відстанях і атакувати їх високоточною зброєю.
Конструкція фюзеляжу була суттєво перероблена для підвищення ударостійкості. Серед заходів безпеки – енергопоглинаюче шасі, системи інертизації парів пального, самогерметизувальні паливні баки, крісла з амортизацією удару, а також концепція збереження маси, застосована до основних компонентів.
До активних захисних систем входять диспенсери засобів протидії, система відстрілу пасток, системи попередження про радіолокаційне опромінення, сповіщення про наближення ракет, лазерні датчики наведення на фюзеляжі та система придушення інфрачервоного випромінювання під час зависання (HIRSS; англ. «Hover Infrared Suppression System») для зниження інфрачервоного випромінювання вихлопних газів двигуна.
AH-1Z має нову безшарнірну систему несучого гвинта, яка на 75 % має меншу кількість частин ніж зчленована чотирилопатева система. Лопаті зроблені з композитів, які мають збільшену живучість і напівавтоматичну систему складання для зберігання на борту десантних кораблів. Вертоліт має довші крила, що дозволило збільшити кількість точок підвіски для ракет, наприклад AIM-9 Sidewinder. На кожному крилі є дві точки підвіски для 70-мм НАР Hydra 70 або 4 ПТКР AGM-114 Hellfire. На підкрильовій підвісці опціонально можна розташувати радар керування вогнем AN/APG-78 Longbow.

### Авіоніка
Інтегрована система авіоніки моделі Z була розроблена Northrop Grumman. Система включає два бойових комп'ютера і автоматичну систему контролю польоту. Кожне місце пілота має два 20×15-см багатофункціональних рідкокристалічних дисплеї (РКД) і один 10,5×10,5-см РКД дисплей подвійної дії. Система комунікації складається з інтегрованою радіостанції RT-1824, UHF/VHF, COMSEC і модемного пристрою. Навігаційний комплекс складається з вбудованого GPS інерційної навігаційної системи (EGI), цифрової мапи і підсистеми повітряних даних низької швидкості Meggitt, що дозволяє вести вогонь у режимі зависання.

### Кабіна

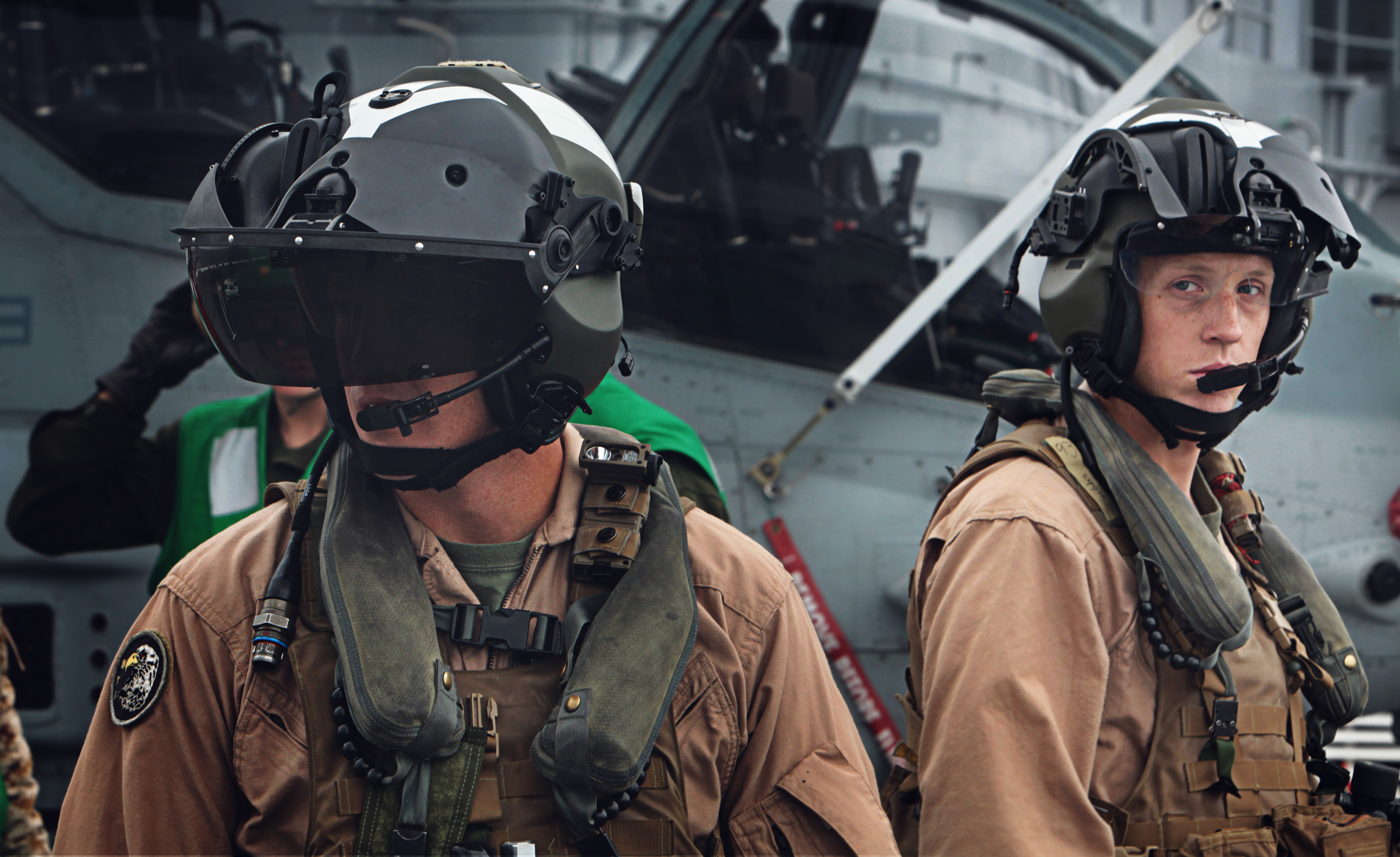
Пілоти AH-1Z у нашоломних дисплеях.

Кабіна AH-1Z була спроєктована таким чином, щоб обидва члени екіпажу мали майже ідентичне керування, що дозволяє здійснювати політ як з переднього, так і з заднього місця. Робочі місця оснащені системою Hands on Collective and Stick (HOCAS) із бічним джойстиком, яка дозволяє пілоту виконувати багато функцій, не відриваючи рук від органів управління польотом.
Екіпаж має нашоломну систему наведення Thales «Top Owl». Top Owl є денною/нічною системою і біноклем з кутом огляду 40°. Система має спрямовані вперед ІЧ сенсори або систему відеоспостереження.
Система прицілювання Lockheed Martin має ІЧ сенсор третього покоління. Система дає змогу наводити зброю на ціль вдень, вночі або за поганих погодних умов. Система має різні режими спостереження і може використовувати як ІЧ сенсори або телевізійне наведення. Така ж система використовується на KC-130J Harvest HAWK.

## Історія використання

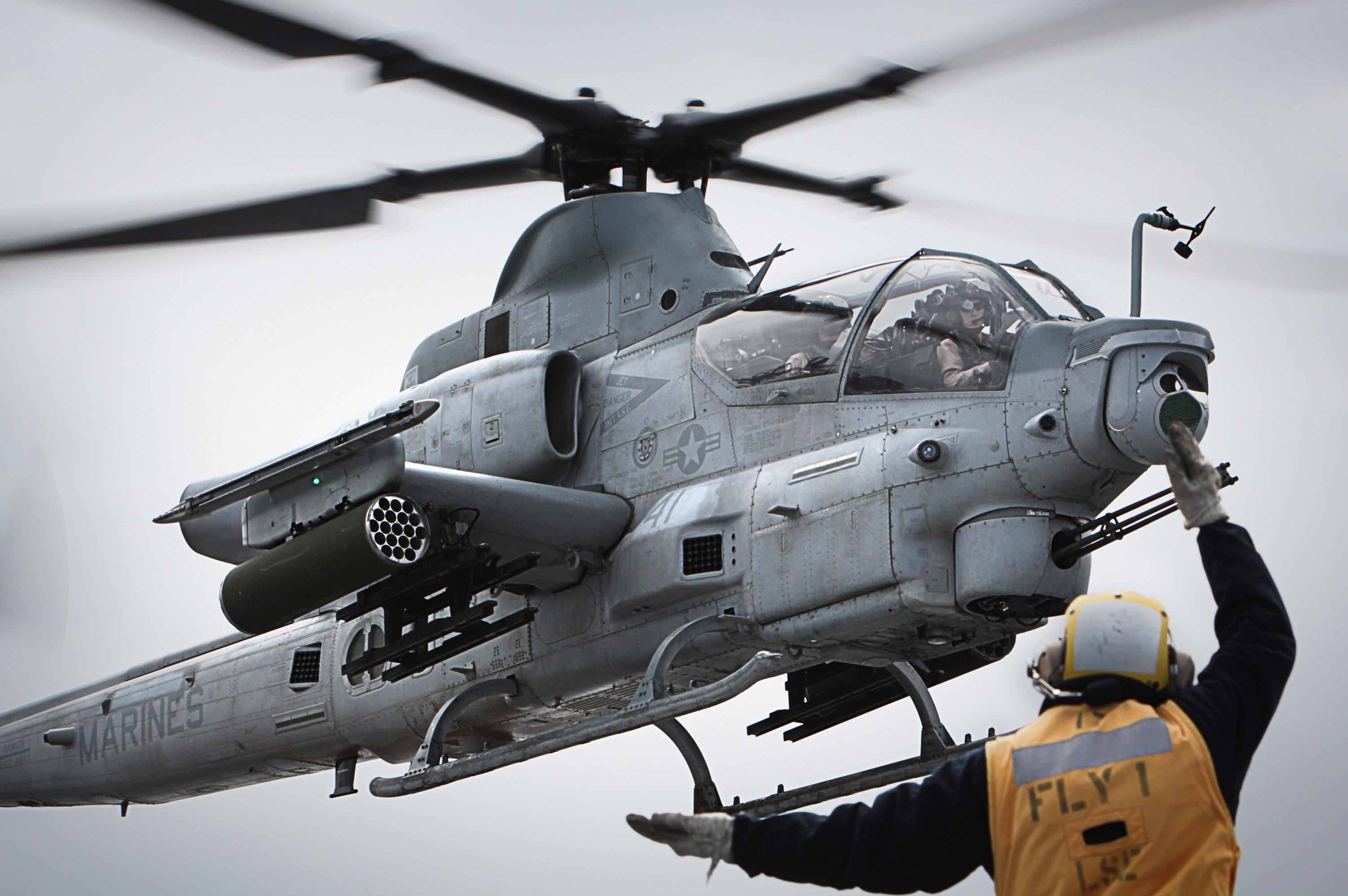
Вертоліт КМП США AH-1Z сідає на USS Makin Island (LHD-8) у 2010.

AH-1Z завершив морські випробування у травні 2005. 15 жовтня 2005 Корпус морської піхоти, через командування авіаційних систем ВМС, підтвердили поставку перших серійних вертольотів AH-1Z. AH-1Z і UH-1Y закінчили свої тестування на початку 2006. Протягом першої чверті 2006 вертоліт було передано до Операційного тестового підрозділу на базі Патаксент-Рівер, де було розпочато операційні оцінювальні тести.
У лютому 2008 AH-1Z і UH-1Y розпочали другий і фінальний етапи тестування. Тестування AH-1Z були зупинені у 2008 через проблеми у системі наведення. AH-1Z був проголошений готовим для бойового використання у вересні 2010.
У жовтні 2020 року командування Корпусу морської піхоти США оголосило про виведення з експлуатації останніх вертольотів AH-1W SuperCobra. Всі ці вертольоти були повністю замінені на AH-1Z Viper.

## Іноземний інтерес

### Не реалізовані замовники

#### Пакистан
У квітні 2015 державний департамент США підтвердив продаж до Пакистану 15 вертольотів AH-1Z Viper з ракетами Hellfire, обладнанням і підтримкою на $952 млн. Пакистан мав отримати 9 вертольотів AH-1Z у вересні 2018.
У 2022 році контракт було скасовано через політичні причини, офіційно через технічні.

#### Південна Корея
У вересні 2012 Конгрес США повідомив про можливі Закордонні військові продажі на 36 вертольотів AH-1Z Vipers і обладнання та озброєння Південній Кореї. Viper конкурував з Boeing AH-64 Apache та TAI/AgustaWestland T129 за замовлення; прийняття рішення очікувалося на кінець 2012. У квітні 2013 Південна Корея анонсувала свій вибір на користь AH-64E.

#### Туреччина
У 2000 армія Туреччини обрала AH-1Z для закупівель; у 2004 це замовлення було скасовано.

#### Словаччина
У березні 2023 року стало відомо, що Словаччина, яка погодила передачу Україні своїх літаків МіГ-29, а також зенітних ракетних комплексів «Куб», може взамін поставленій зброї отримати суттєву знижку на 12 гелікоптерів AH-1Z Viper і також надання пріоритету по поставках цих машин Братиславі.
Словаччина зрештою відмовилася від AH-1Z Viper через високу ціну контракту (600 млн. доларів США), про що повідомив міністр оборони Роберт Калиняк. Замість AH-1Z розглядається можливість закупити вживані багатоцільові гелікоптери UH-60 Black Hawk.

### Статус замовлення не визначений

#### Польща
Компанія Bell запропонувала ударний гелікоптер AH-1Z Viper Польщі в рамках програм Kruk по заміні гелікоптерів Мі-24 радянського виробництва. У програмі бере участь й інша американська компанія Boeing з AH-64 Apache.
У березні 2022 року, у зв’язку з вторгненням Росії в Україну, Польща, за повідомленнями, відклала рішення щодо нових ударних вертольотів до завершення масштабного перегляду питань безпеки.

#### Румунія
У листопаді 2016 Bell Helicopter підписав меморандум про взаєморозуміння з Румунською аерокосмічною компанією IAR — Ghimbav Brasov Group про можливу співпрацю над AH-1Z Viper.

#### Філіппіни
Весною 2020 року США дали згоду на продаж Філіппінам двох типів ударних гелікоптерів – Viper та Apache. Відповідне рішення було прийнято зважаючи на той факт, що Маніла точно ще не визначила які гелікоптери хоче отримати.
Потенційно Філіппіни розглядають купівлю 6 машин типу AH-1Z Viper. Вони разом із супутнім обладнанням обійдуться офіційній Манілі в 450 млн. доларів.

### Замовлення у процесі реалізації

#### Бахрейн
Державний департамент США 27 квітня 2018 року схвалив поставку Бахрейну в рамках програми «Іноземні військові продажі» 12 ударних вертольотів AH-1Z Viper.
Також поставку супутніх озброєнь (ракет AGM-114, WGU-59B та APKWS-II, 20-мм гармат M197), обладнання (прицільні оптоелектронні комплекси AN / AAQ-30 TSS, нашоломні комплекси цілевказівки Optimized Top Owl, засоби зв’язку і РЕБ, системи розпізнавання «свій-чужий» APX-117), який навчає обладнання і послуг загальною вартістю до 911,4 млн доларів.
Перший контракт вартістю 240,266 млн доларів на поставку 12 вертольотів AH-1Z «Viper» для Повітряних сил Бахрейну США уклали з Bell Helicopter Textron в лютому 2019 року.
У березні 2021 року делегація Королівства Бахрейн відвідала підприємство Bell Amarillo в Техасі у Сполучених Штатах де було продемонстровано процес виробництва ударних гелікоптерів.
У вересні 2021 року компанія Bell приступила до льотних випробувань першого ударного вертольота AH-1Z «Viper» для Бахрейну. У жовтні 2021 року перший Viper для Бахрейну передали для підготовки льотчиків.

#### Нігерія
Нігерія неодноразово намагалася придбати AH-1Z. Спочатку продаж був заблокований Конгресом через занепокоєння щодо прав людини. Однак у квітні 2022 року було оголошено, що Державний департамент США схвалив продаж цього типу разом із допоміжним обладнанням через контракт майже на 1 мільярд доларів.

#### Чехія
Чехія за результатами тендеру купує гелікоптери виробництва Bell Helicopter для заміни Мі-24 та Мі-35, радянського та російського виробництва.
Серед моделей Bell було обрано вісім багатоцільових UH-1Y Venom та чотири ударних типу AH-1Z Viper.
Загальна вартість угоди оцінюється у 14,5 млрд чеських крон (623 млн доларів).
Перший гелікоптер було виготовлено на початку квітня 2023 року.

## Оператори

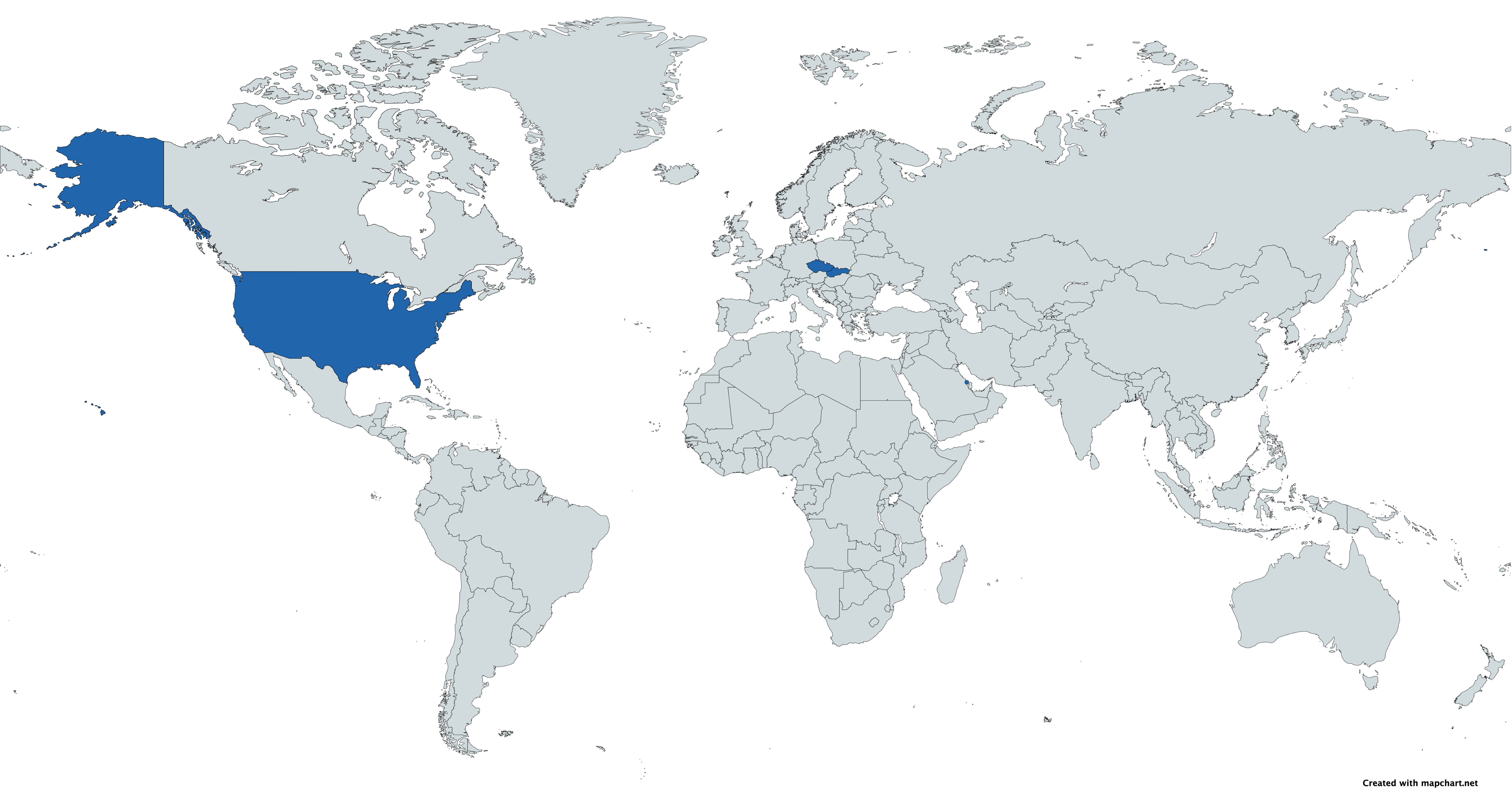
Країни-оператори Bell AH-1Z

### Поточні
За даними World Air Force 2025, AH-1Z Viper експлуатують такі країни:
- Бахрейн: 12 одиниць AH-1Z Viper на озброєнні, станом на 2024 рік. В лютому 2019 року замовив 12 ударних гелікоптерів AH-1Z Viper. У жовтні 2021 року перший Viper для Бахрейну передали для підготовки льотчиків.[48]
- США
  - Корпус морської піхоти США: 178 одиниць AH-1Z Viper, станом на 2025 рік.
- Чехія: 4 одиниці AH-1Z Viper на озброєнні, станом на 2025 рік.

### Майбутні
- Нігерія: замовлено 12 одиниць AH-1Z Viper.
- Румунія: замовлено 24 одиниці AH-1Z Viper.
- Словаччина: замовлено 12 одиниць AH-1Z Viper.

### Скасовані
- Пакистан
  - Армійська авіація Пакистану (9 мали бути отримані до 2018, всього 15 одиниць).[33][53] Контракт скасували через політичні причини, офіційно через технічні.[35]

## Льотно-технічні характеристики (AH-1Z)
Джерело: Bell Specifications, The International Directory of Military Aircraft, 2002–2003, Modern Battlefield Warplanes
Основні характеристики
- Екіпаж: 2 (пілот, навідник)
- Вантажопідйомність: 3021 кг
- Довжина: 17,8 м
- Висота: 4,37 м
- Діаметр несучого гвинта: 14,6 м

- Площа обертання несучого гвинта: 168,0 м²
- Маса порожнього: 5580 кг
- Нормальна злітна маса: 8390 кг
- Корисне навантаження: 2620 кг
- Силова установка: 2 × турбовальний General Electric T700-GE-401C  1800 кс ( 1340 кВт)
- Повітряний гвинт: 4-лопатевий несний гвинт, 4-лопатевий хвостовий гвинт

Льотні характеристики
- Максимально допустима швидкість: 411 км/год (при пікіруванні)
- Крейсерська швидкість: 296 км/год
- Бойовий радіус: 231 км з навантаженням 1130 кг
- Практична дальність: 685 км
- Практична стеля: 6100 м
- Швидкопідйомність: 14,2 м/с

Озброєння
- Стрілецько-гарматне: 1 × 20 мм 3-ствольна гармата системи Гатлінга M197 у турельній установці A/A49E-7 (750 набоїв)
- Точки підвіски: до 6 точок підвіски на крилах
- Керовані ракети: 

  - ракети «повітря — повітря»

Схема AH-1Z Viper в 3 проекціях

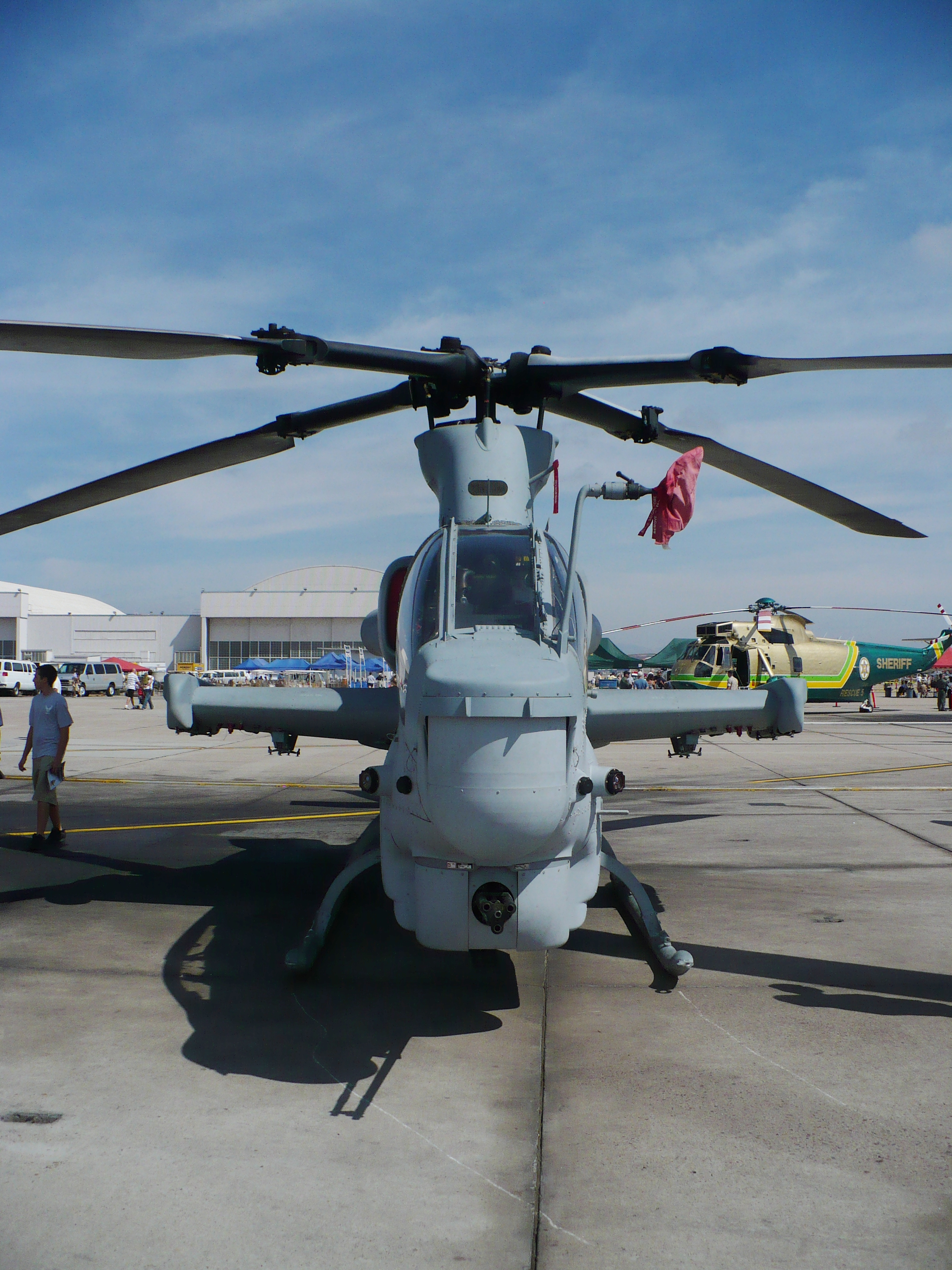
Вид спереду на AH-1Z на авіашоу на авіабазі Мірамар

    - 2 × AIM-9 Sidewinder — змонтовано по одній на закінцівці крила (всього 2)

  - ракети «повітря — поверхня»: 
    - до 16 ракет AGM-114 Hellfire у чотирьох ПУ по 4 ракети M272, по дві на кожному крилі
    - до 8 ракет AGM-179 JAGM (заміна AGM-114, дальність до 8 км)[55][56]
- Некеровані ракети: 

  - 4 × 19 × 70 мм ракет Hydra 70 в блоках LAU-61 або до 28 APKWS II (керовані)[57][58]
  - 4 × 7 × 70 мм ракет Hydra 70 в блоках LAU-68

## Авіаційні інциденти
31 березня 2019 року у США сталась авіакатастрофа військового гелікоптеру AH-1Z Viper Корпусу Морської піхоти США, в результаті якої загинуло двоє льотчиків.
7 січня 2022 року у США в штаті Нью-Джерсі зазнав невдалого приземлення бойовий гелікоптер морської піхоти США Bell AH-1Z Viper. Двоє членів екіпажу зазнали травм, їх було доставлено до медичного закладу. 